# 侯增广
侯增广（1969年—），中国自动化学家，现任中国科学院自动化研究所研究员，复杂系统管理与控制国家重点实验室副主任。曾与瑞士苏黎世联邦理工学院、新西兰奥克兰理工大学、英国伯恩茅斯大學等高校机构承担合作项目。1997年毕业于北京理工大学自动控制系，获工学博士学位。
2012年，侯增广获得国家杰出青年基金。
2020年10月29日，侯增广当选中国自动化学会2020年（第六届）会士。